# مبرهنة مجموع مربعين
في نظرية الأعداد، تتعلق مبرهنة مجموع مربعين (بالإنجليزية: Sum of two squares theorem)‏ بإمكانية تفكيك عدد صحيح ما إلى مجموع مربعين اثنين لعددين طبيعيين.
يُكتب عدد طبيعي ما أكبر من الواحد مجموعا لمربع عددين طبيعيين اثنين إذا وفقط إذا لم يحتو تفكيكه إلى جداء أعداد أولية على عامل يُكتب على الشكل pk حيث p أولي وحيث {\displaystyle p\equiv 3{\pmod {4}}} وحيث k عدد فردي.